# 174e méridien ouest
En géographie, le 174e méridien ouest est le méridien joignant les points de la surface de la Terre dont la longitude est égale à 174° ouest.

## Géographie

### Dimensions
Comme tous les autres méridiens, la longueur du 174e méridien correspond à une demi-circonférence terrestre, soit 20 003,932 km. Au niveau de l'équateur, il est distant du méridien de Greenwich de 19 370 km,.
Avec le 6e méridien est, il forme un grand cercle passant par les pôles géographiques terrestres.

### Régions traversées
En commençant par le pôle Nord et descendant vers le sud au pôle Sud, Le 174e méridien ouest passe par:
| Coordonnées           | Pays, territoire ou mer | Notes |
| --------------------- | ----------------------- | --- |
| 90° 00′ N, 174° 00′ O | Océan Arctique          | |
| 71° 47′ N, 174° 00′ O | Mer des Tchouktches     | |
| 67° 05′ N, 174° 00′ O | Russie                  | Tchoukotka — Péninsule Tchouktche |
| 66° 53′ N, 174° 00′ O | Baie Kolioutchinskaïa   | |
| 66° 38′ N, 174° 00′ O | Russie                  | Tchoukotka — Péninsule Tchouktche |
| 64° 27′ N, 174° 00′ O | Mer de Bering           | |
| 52° 21′ N, 174° 00′ O | États-Unis              | Alaska — Îles Atka et Amlia |
| 52° 06′ N, 174° 00′ O | Océan Pacifique         | Passe juste à l'ouest de Lisianski Island , Hawaii, États-Unis (à 26° 04′ N, 173° 58′ O) Passe juste à l'ouest de l'île Niuatoputapu, Tonga (à 15° 58′ S, 173° 46′ O) Passe juste à l'est de l'île Toku, Tonga (à 18° 09′ S, 174° 10′ O) |
| 18° 34′ S, 174° 00′ O | Tonga                   | île de Vavaʻu |
| 18° 42′ S, 174° 00′ O | Océan Pacifique         | |
| 60° 00′ S, 174° 00′ O | Océan Austral           | |
| 78° 26′ S, 174° 00′ O | Antarctique             | Dépendance de Ross, Liste des territoires revendiqués par la Nouvelle-Zélande |